# SNRK
SNF 관련 세린/트레오닌 단백질 인산화 효소 (SNF-related serin/threonine-protein kinase, SNRK)는 인간에서 SNRK 유전자에 의해 암호화되는 효소이다.